# Most I
Most I – (brytyjski kryptonim Wildhorn I) pierwsza operacja lotnicza SOE (tzw. lot dwustronny) połączona z lądowaniem samolotu na polowym lotnisku w okupowanej Polsce, przeprowadzona w nocy z soboty na niedzielę 15/16 kwietnia 1944. W jej trakcie przerzucono do okupowanej Polski dwóch cichociemnych oraz zaopatrzenie dla Armii Krajowej, z okupowanej Polski odlecieli oficerowie AK oraz politycy.

## Przygotowania
W 1940 płk Stefan Rowecki wysunął postulat lotów dwustronnych, które w jego ocenie miały być podstawowym sposobem łączności Sztabu Naczelnego Wodza z okupowaną Polską. W 1942 proponował użycie wodnosamolotów lądujących na polskich jeziorach, a także przylotu ze Szwecji lekkich samolotów pasażerskich z lądowaniem na polach dworskich w Polsce.
Początkowo opinia Brytyjskiego Komitetu Szefów Sztabu była negatywna, przekazano ją z Londynu do Komendy Głównej AK w kraju, w depeszy 5256 – Jedyny typ samolotu z wystarczającym zasięgiem do tego rodzaju zadań to Halifaxy, lecz te maszyny wymagają betonowych wybiegów o długości od 1200 do 1400 yardów. Wydaje się, że tego rodzaju wybiegów nie macie panowie do swojej dyspozycji w Polsce (…) Jedyny wodnopłat z wystarczającym zasięgiem, który mógłby wodować w Polsce, to Catalina. Samolot ten jednak ma szybkość około 100 mil/godz. i z tego powodu nie jest odpowiedni ze względu na czas i godziny nocne (…). Samolotem nadającym się do tego zadania mógłby być Lockheed Hudson, jednak zasięg jego wynosi zaledwie 500 do 600 mil.” W tym czasie alianci używali samolotów Lockheed Hudson do zwalczania niemieckich łodzi podwodnych oraz ochrony konwojów na Atlantyku.
Wydano zgodę na przeprowadzenie pierwszej operacji MOST pomiędzy 11 a 18 października 1943, później termin przesunięto na marzec lub kwiecień 1944. Do lotu z lądowaniem w okupowanej Polsce wybrano dwusilnikowy samolot Dakota, wyposażony w osiem dodatkowych zbiorników na paliwo, umożliwiających 18 godzin lotu.

## Przebieg operacji
W nocy z soboty na niedzielę 15/16 kwietnia 1944, z lotniska Campo Casale niedaleko Brindisi wystartował samolot Dakota FD-919 „I” (267 Dywizjon RAF) z brytyjską załogą pod dowództwem F/L Harroda E.J. oraz polskim pilotem F/L Bolesławem Koprowskim z polskiej 1586 Eskadry Specjalnego Przeznaczenia. W składzie załogi byli ponadto: nawigator – P/O Wells J.A. oraz radiotelegrafista – P/O Wilcock N.
Samolot nadlatywał na placówkę odbiorczą pięć razy, o godz. 00.40 wylądował na polu koniczyny, będącym polowym lotniskiem „Bąk” (położenie: N51°11′ E22°22′), w okolicach miejscowości Matczyn, 35 km od Lublina. Samolotem przylecieli dwaj cichociemni: rtm Narcyz Łopianowski ps. Sarna oraz ppor. Tomasz Kostuch ps. Bryła (ekipa skoczków nr XLIII). Wraz ze skoczkami przerzucono na potrzeby AK dwie walizki z pocztą, dolarami w banknotach, blankietami Kennkart, aparatem filmowym oraz filmami.
O godz. 00.55 samolot wystartował w drogę powrotną, z okupowanej Polski odlecieli nim do Londynu: gen Stanisław Tatar ps. Turski, ppłk Marian Dorotycz-Malewicz ps. Roch, por. Andrzej Pomian ps. Dwomuntt, wysłannik Delegata Rządu Zygmunt Berezowski oraz przedstawiciel Stronnictwa Ludowego Stanisław Ołtarzewski. Podczas lotu w obie strony, w rejonie Budapesztu samolot ostrzelała artyleria przeciwlotnicza. Powrócił szczęśliwie do bazy we Włoszech po locie trwającym 10 godzin 13 minut.